# Vincent Labrie
Vincent Labrie (14 februari 1983) is een Canadees langebaanschaatser. Vanaf het seizoen 2006/2007 maakt hij deel uit van het nationale team langebaanschaatsen.
In seizoen 2008/2009 was hij bij de tweede wereldbekerwedstrijden op de IJsbaan van Heerenveen de derde Canadees die geblesseerd raakte, na Jeremy Wotherspoon en Mike Ireland.

## Persoonlijke records
| Afstand    | Tijd    | Datum            | Baan    |
| ---------- | ------- | ---------------- | ------- |
| 500 meter  | 34,71   | 16 november 2007 | Calgary |
| 1000 meter | 1.09,21 | 26 december 2007 | Calgary |
| 1500 meter | 1.48,29 | 28 oktober 2005  | Calgary |
| 3000 meter | 4.07,53 | 17 november 2000 | Calgary |
| 5000 meter | 7.13,71 | 22 oktober 2006  | Calgary |

## Resultaten
| Jaar | WK Sprint | WK Afstanden |
| ---- | --------- | ------------ |
| 2008 | 17e       | 17e 500m     |
| 2009 |           | 17e 500m     |
| 2010 | NC27      |              |